# (2483) Гвиневра
(2483) Гвиневра (лат. Guinevere) — астероид внешней части главного пояса, который входит в состав семейства Хильды. Он был открыт 17 августа 1928 года немецким астрономом Максом Вольфом в обсерватории Хайдельберг и назван в честь супруги короля Артура Гвиневры.

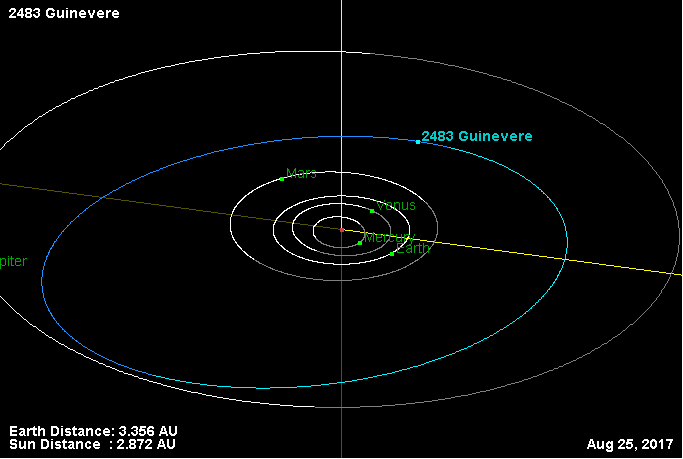
Орбита астероида Гвиневра и его положение в Солнечной системе

Согласно численному моделированию, проведённому в 1998 году M. Dahlgren, астероид (2483) Гвиневра имеет высокую вероятность столкновения с другими астероидами, особенно когда он находится вблизи точки перигелия или проходить через главный пояс.